# Riddim
Riddim är en musikterm som har sitt upphov i Jamaicansk reggae, och särskilt i den dubreggae som musikproducenter som King Tubby och Lee "Scratch" Perry experimenterade sig fram till. Ett riddim är en mycket avskalad instrumentalversion av en låt som huvudsakligen består av en basgång och ett trummönster samt eventuellt andra rytminstrument – allt från rastafarianernas nyabinghitrummor till trummor från hela världen som indisk tabla eller digitalt genererade rytmljud. Ett riddim används och återanvänds många gånger inom reggaemusiken. När andra instrument läggs på och sångaren sjunger en helt annan melodi blir resultatet en ny, fräsch låt med något i botten som lyssnaren vagt känner igen.  Den jamaicanska engelska dialektens ord för det engelska ordet rhytm är riddim, och termen blev allmänt spridd på ön från cirka 1983 och framåt. De jamaicanska musikerna och musikproducenterna Sly and Robbies utveckling av riddims och nya sound har kraftigt influerat  drum and bass och jungle som gjorde sitt intåg i dansmusiken i Storbritannien och USA i början av 1990-talet. 